# Shinji Wada
Shinji Wada (和田慎二, Shinji Wada 19 de abril de 1950 - 5 de julio de 2011), fue un mangaka japonés, muy famoso en los años 1980, por ser el creador de la franquicia Sukeban Deka. También diseñó las portadas publicadas en Bishojo Lolicon, así como las del manga Petit Apple Pie.

## Biografía
En 1979, la empresa Hakusensha publica Sukeban Deka. La popularidad fue tal que dio lugar a dos OVAs, dos películas y una serie de televisión en imagen real de la que se llegaron a emitir tres temporadas.
En 2006 se retomó la historia con el lanzamiento de otra película. En 2007 estuvo participando en un manga titulado Crown.
Falleció el 5 de julio de 2011, a causa de un paro cardíaco ocasionado por una cardiopatía isquémica.